# بروکساترول
بروکساترول (انگلیسی: Broxaterol) یک داروی آگونیست گیرنده آدرنرژیک β۲ است. این دارو بخشی از دسته‌ای از داروهایی است که بر گیرنده‌های ماهیچه‌های صاف بدن تأثیر می‌گذارند، که اغلب برای بیماری‌های تنفسی استفاده می‌شود که به این نوع درمان پاسخ می‌دهند.